# Gary Todd

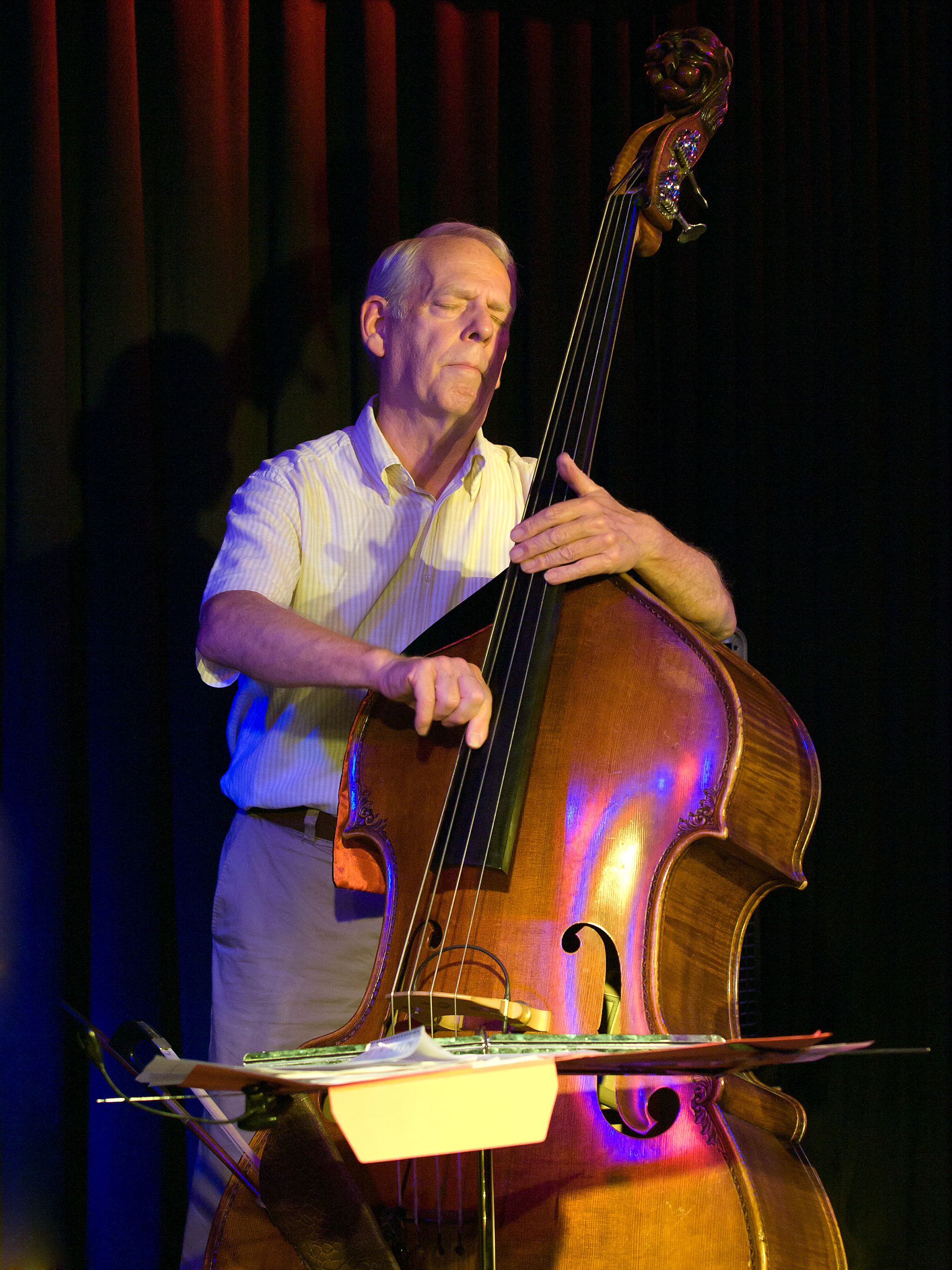
Gary Todd in der Unterfahrt (2011)

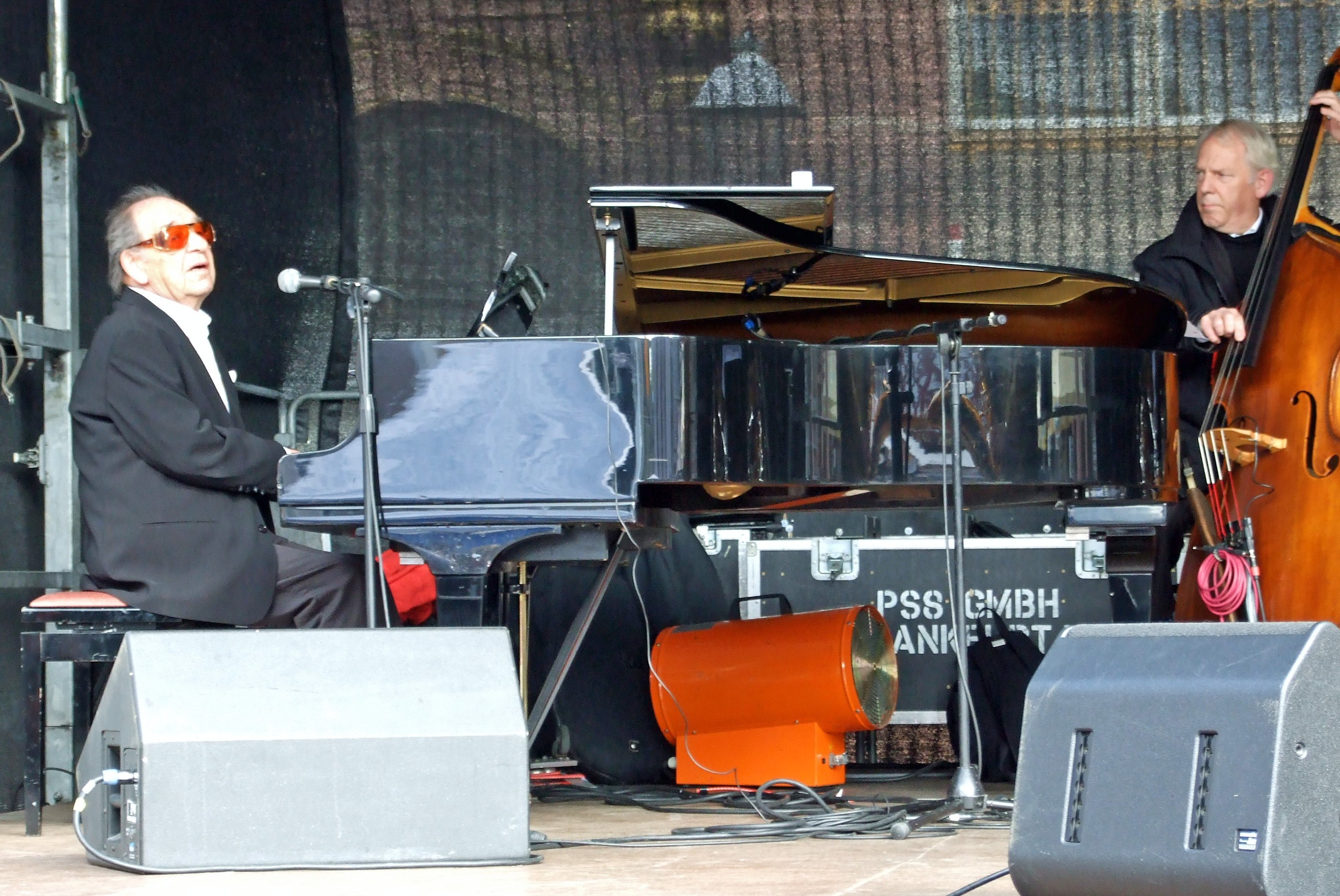
Gary Todd (rechts) im Trio von Paul Kuhn (links) (2008)

Gary Lynn Todd (* 1944  in Syracuse, New York) ist ein amerikanischer Bassist des Modern Jazz.

## Leben und Wirken
Todd lernte Bass bei Ralph Peña, Lester Remsen und Oliver Mitchell. Nachdem er in den Orchestern von Stan Kenton, Buddy Rich und Don Ellis spielte, zog er nach Deutschland. Dort war er Mitglied der um Peter Michael Hamel entstandenen Gruppe Between (Hesse Between Music, 1974, Stille über der Zeit, 1980), im Quartett von Horst Jankowski und dann in der Gruppe Mirrors von Stephan Diez; er spielte auch in der Paul Kuhn Big Band und den Orchestern von Hugo Strasser und Max Greger. Er wirkte mit bei zahlreichen Fernseh- und Radioproduktionen. Auf Gastspielreisen durch fast alle europäischen Länder, Australien, Japan und Südafrika begleitete er verschiedene Künstler wie z. B. Udo Jürgens. Auch spielte er mit Mel Tormé, Attila Zoller, Charly Antolini/Ack van Rooyen (Jazzpower/Live), Pony Poindexter, Bernhard Ullrich und Tommy Rosenberg. Er nahm auch mit Peter Alexander, Falco, Caterina Valente, Heidelinde Weis und Katja Ebstein auf. Seit Ende der 1970er Jahre wohnt er mit seiner Familie in Lausham.